# Nicator chloris
Il nicatore macchiegialle o nicatore occidentale (Nicator chloris (Valenciennes, 1826)) è un uccello passeriforme della famiglia Nicatoridae.

## Etimologia
Il nome scientifico della specie, chloris, deriva dal greco χλωρις (khlōris, "verde"), in riferimento alla livrea di questi uccelli.

## Descrizione

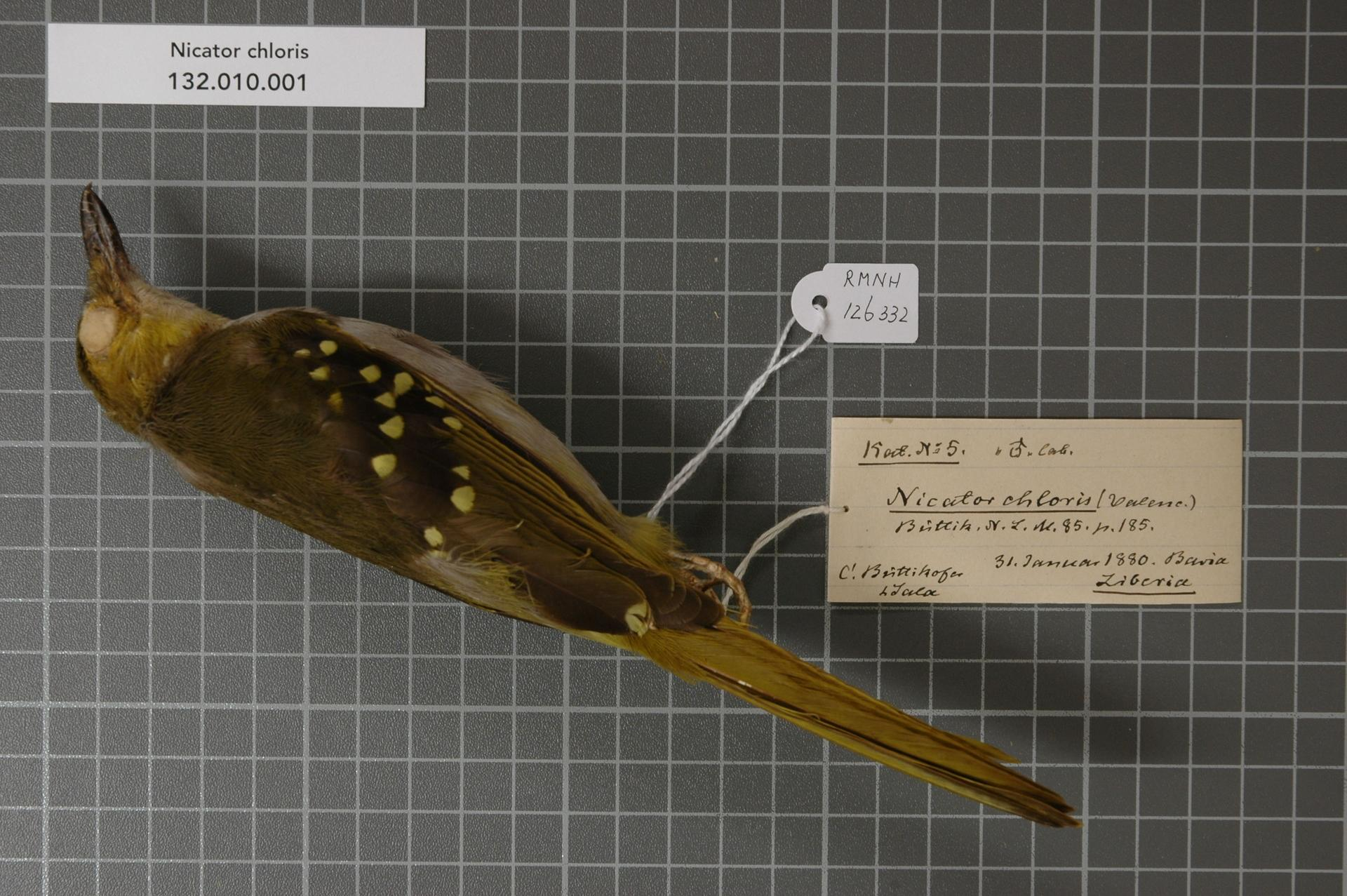
Veduta laterale di maschio impagliato.

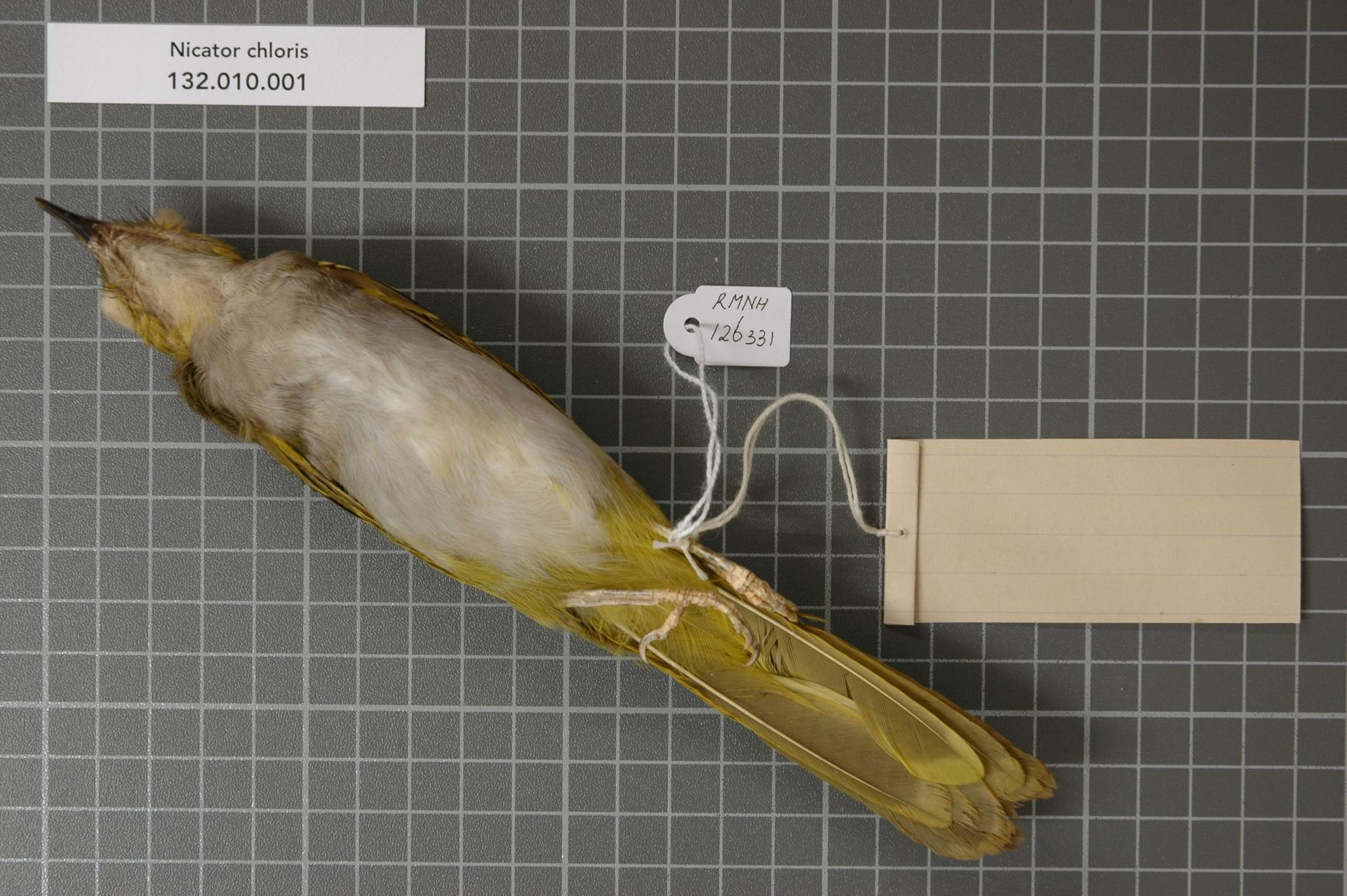
Veduta ventrale di maschio impagliato.

### Dimensioni
Misura 20-23 cm di lunghezza, per 32-67 g di peso: a parità d'età, i maschi possono pesare fino al doppio rispetto alle femmine.

### Aspetto
Si tratta di uccelli dall'aspetto massiccio e slanciato, muniti di grossa testa ovale e allungata con becco conico forte e allungato dall'estremità vistosamente adunca, ali lunghe e digitate, zampe corte e sottili e coda piuttosto lunga e dall'estremità arrotondata.
Il piumaggio è dominato dal verde oliva-giallastro (come del resto intuibile dal nome scientifico) su calotta (fronte, vertice, nuca) e dorso, mentre le ali e la coda sono di un olivastro più tendente al bruno-nocciola, con la punta delle remiganti secondarie e delle copritrici di colore bianco-giallino: codione e sottocoda sono invece di colore giallo paglierino, ed anche la faccia tende al giallo, mentre gola, petto e ventre sono di colore bianco-grigiastro.
Il becco è nerastro, mentre le zampe sono di colore carnicino-grigiastro: gli occhi sono invece di colore bruno-rossiccio.

## Biologia

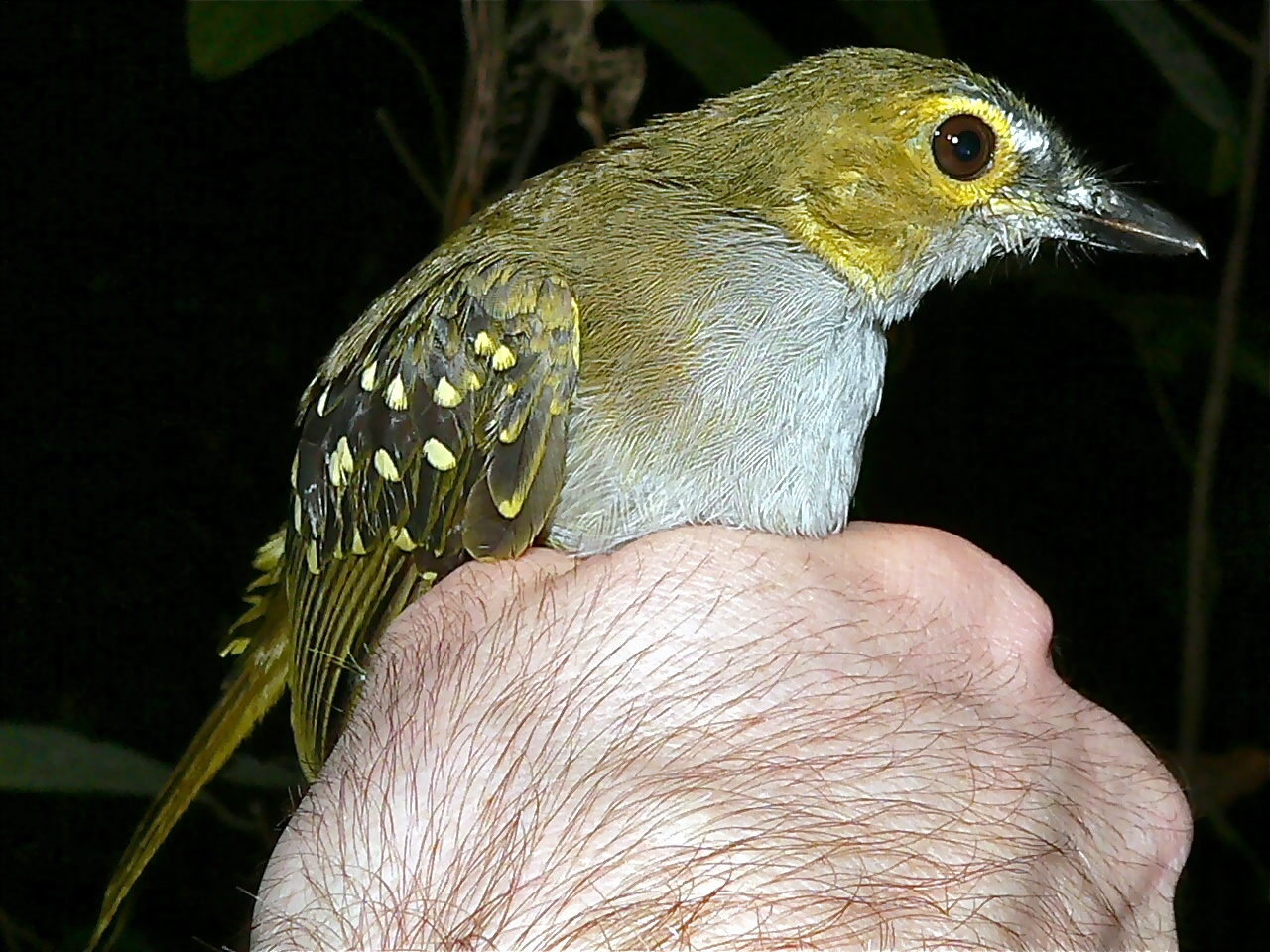
Esemplare di cattura in Camerun.

Si tratta di uccelli dalle abitudini diurne e tendenzialmente solitarie, ma che possono essere osservati anche in coppie o al più in piccoli gruppetti familiari, talvolta in associazione con altre specie dalle abitudini di vita simili. Il nicatore occidentale è solito passare gran parte della giornata alla ricerca di cibo fra i rami di alberi e cespugli, scendendo piuttosto raramente al suolo.
Il repertorio vocale di questi animali è piuttosto variato, comprendendo un gran numero di richiami, in massima parte incentrati attorno a potenti fischi ascendenti.

### Alimentazione
La dieta del nicatore macchiegialle è quasi completamente insettivora, basandosi su grossi insetti (ortotteri, mantidi religiose, coleotteri), larve e bruchi, ma comprendendo anche piccoli vertebrati (topolini, raganelle e piccoli rettili) e sporadicamente anche bacche e piccoli frutti.

### Riproduzione

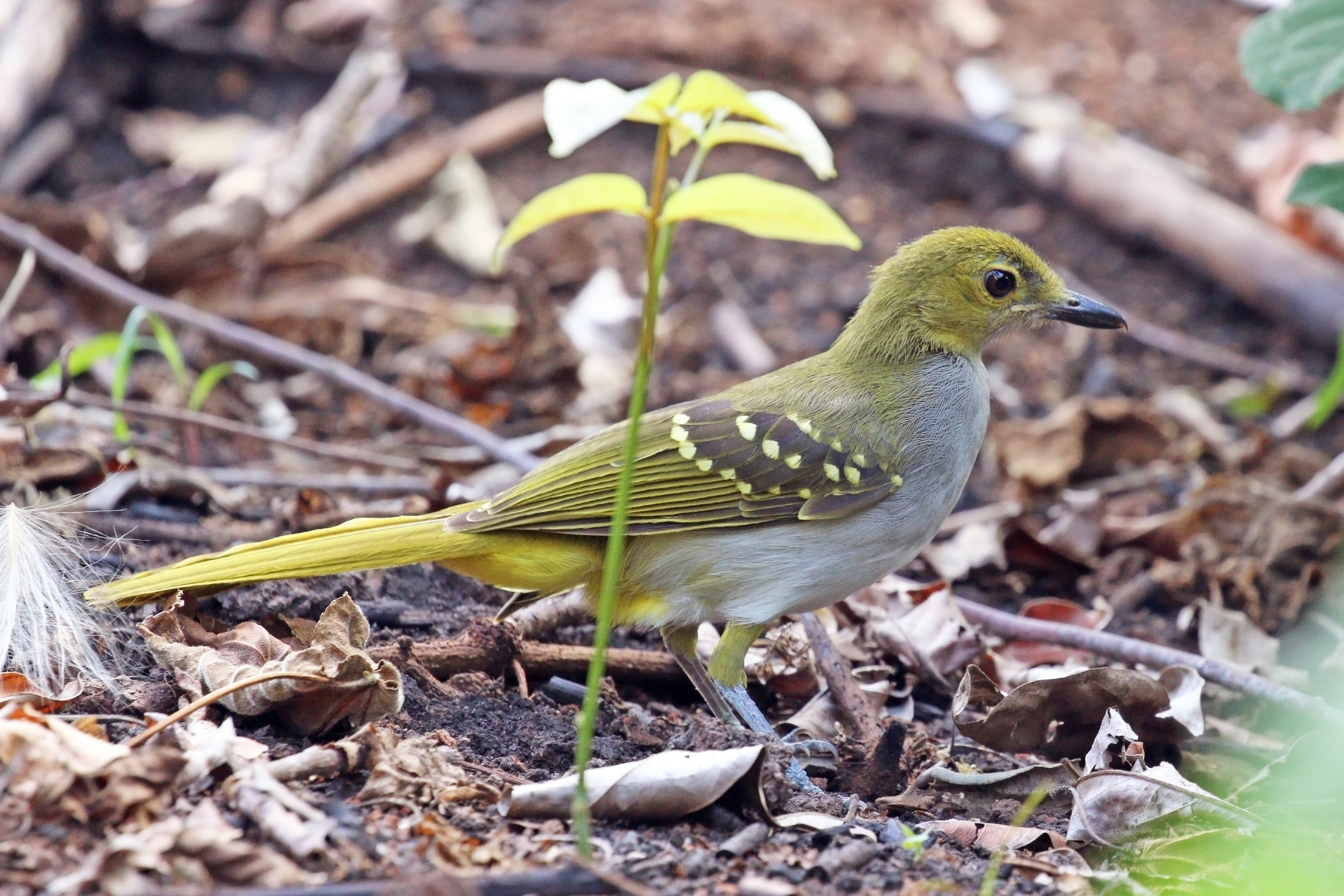
Giovane al suolo a Kibale.

Si tratta di uccelli monogami: l'osservazione di giovai esemplari o di femmine intente a covare durante quasi tutti i mesi dell'anno farebbe pensare a un periodo riproduttivo diffuso e non concentrato in un'unica stagione.
È la femmina a sobbarcarsi la maggior parte dei lavori di costruzione del nido (una struttura a coppa molto grossolana e di piccolissime dimensioni, costruita intrecciando rametti nel folto della vegetazione arborea o cespugliosa) e a covare le 1-2 uova, mentre il maschio tiene a bada i dintorni e collabora con la compagna nell'accudire i nidiacei una volta schiusi.

## Distribuzione e habitat

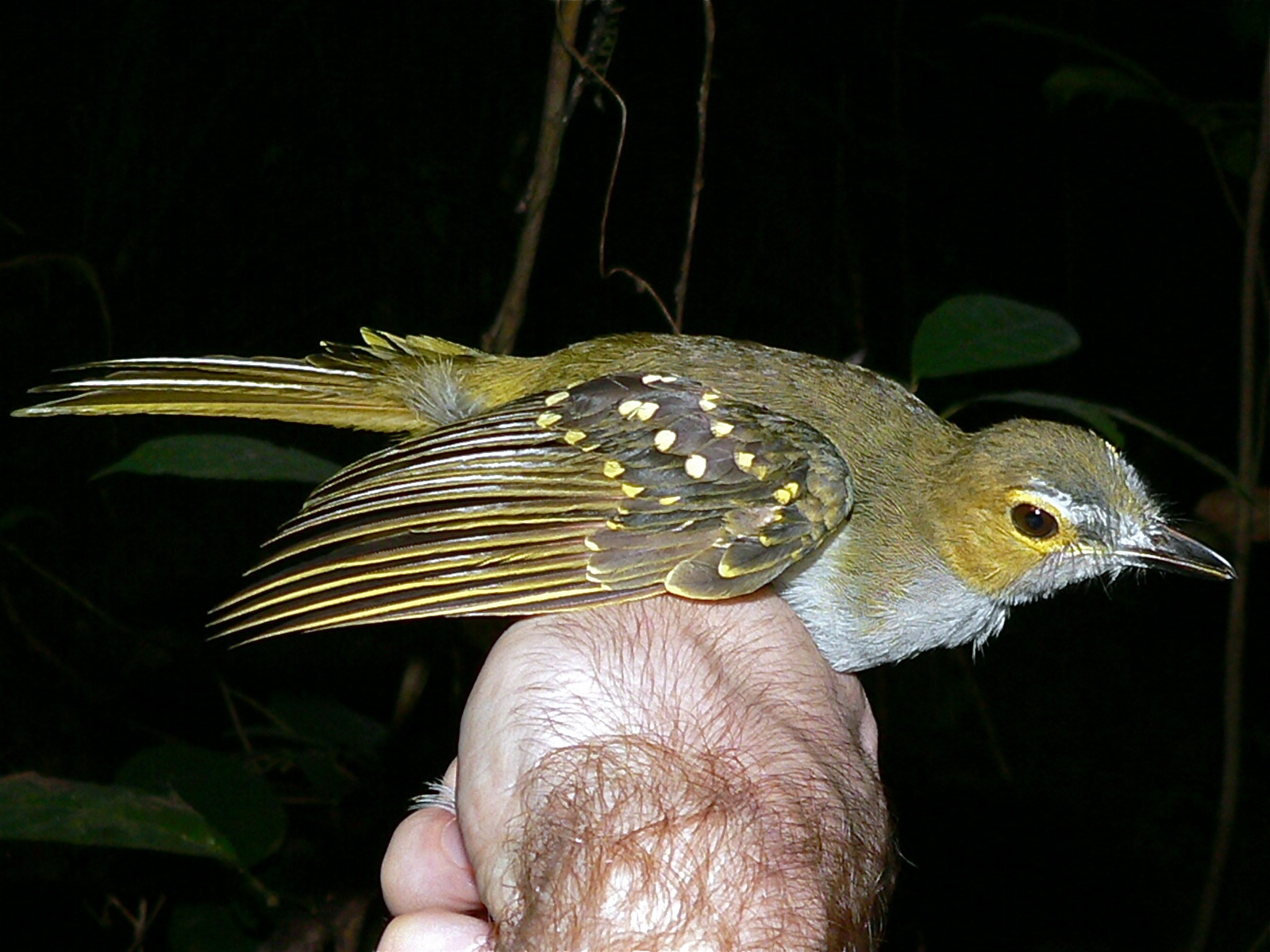
Esemplare di cattura nel sudovest del Camerun.

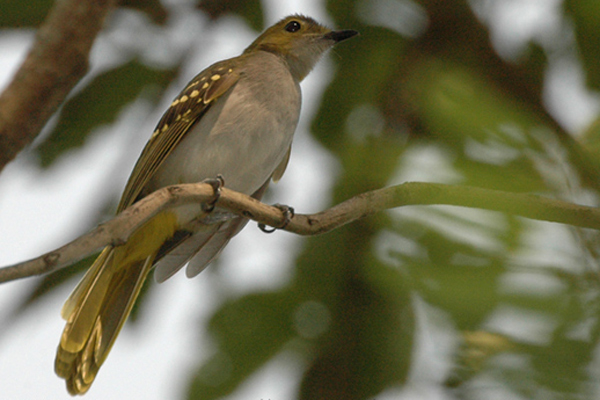
Esemplare sul Semuliki.

Il nicatore macchiegialle è diffuso in Africa, della quale popola la porzione occidentale e centrale, occupando un areale che va dalla Senegambia sud-occidentale ai monti Imatong nel Sudan del Sud e all'Uganda orientale (con popolazioni anche nell'estremità nord-occidentale della Tanzania), e da qui a sud fino al Katanga e al nord dell'Angola, attraverso la fascia costiera della Guinea, il Camerun meridionale e sud-occidentale, Gabon, Repubblica del Congo e Repubblica Centrafricana sud-occidentale.
L'habitat di questi uccelli è rappresentato dalla foresta pluviale tropicale e subtropicale, sia primaria che secondaria, nonché, in aree più secche, dalla foresta a galleria e dalla foresta ripariale.